# Капитаница
Капитаница е плоско льосово плато в Северозападна България, Западната Дунавска равнина, област Враца.
Областта представлява плоско льосово плато, разположено между реките Скът от запад и Дунав на север, а на югоизток и юг плавно се понижава към Дунавската равнина. Площта му е около 80 км2 с размери около 7,8 км от север на юг и около 12 км от запад на изток. Платото е наклонено на юг и югоизток и има надморска височина от 150 до 180 метра, като най-високата му точка (225,2 м, 43°43′36″ с. ш. 23°57′59″ и. д. / 43.726667° с. ш. 23.966389° и. д.) и се намира в югоизточната част на град Оряхово. На запад и север се спуска стръмно (денивелация 180-200 м) към десните брегове на реките Скът и Дунав. Платото Капитаница е известно с това, че льосовата покривка разположена върху него е най-дебелата (80-100 м) в България.
По периферията на платото са разположени градовете Оряхово (на северния склон) и Мизия (на западния) и селата Сараево (на запад), Лесковец (на изток) и Селановци (на югоизток).
Почвите са черноземни, върху които се отглеждат главно зърнени култури.
По западния и северния склон на платото от Мизия до Оряхово, на протежение от 13,9 км, преминава участък от второкласен път № 15 от Държавната пътна мрежа Враца — Борован — Оряхово.
През средата на платото от югозапад на североизток, от Мизия до Оряхово, а след това на изток по северния склон до село Лесковец, на протежение от 20,4 км, участък от второкласен път № 11 от Държавната пътна мрежа Видин — Лом — Оряхово — Никопол.
От югоизток на северозапад, от Селановци до Оряхово, на протежение от 7 км, участък от третокласен път № 306 от Държавната пътна мрежа Луковит — Червен бряг — Кнежа — Оряхово.

## Топографска карта
- Лист от карта K-34-12. Мащаб: 1 : 100 000.
- Лист от карта K-35-1. Мащаб: 1 : 100 000.